# Donald Lutz
Donald Thomas Lutz (* 6. Februar 1989 in Watertown, New York) ist ein ehemaliger deutsch-amerikanischer Baseballspieler. Er spielte auf der Feldposition des First Basemans oder im Outfield. Sein Vertrag wurde im Juni 2015 von den Cincinnati Reds aufgelöst.

## Leben
Donald Lutz wurde als Sohn eines afroamerikanischen US-Soldaten und einer deutschen Mutter im US-amerikanischen Watertown geboren. Ein Jahr später ließen sich die Eltern scheiden, so dass Lutz mit seiner Mutter im hessischen Friedberg aufwuchs. Seit 2018 ist er mit Larissa Lutz verheiratet.

## Karriere

### 2005–2008: Karriere in Deutschland
Erst als 16-Jähriger begann Donald Lutz Baseball zu spielen. Er spielte gemeinsam mit seinem Bruder Sascha Lutz zunächst bei den Friedberg Braves, dann bei den Bad Homburg Hornets und den Regensburg Legionären und wurde bald wegen seiner kraftvollen Hits und seines Teints „brauner Hulk“ genannt. Diesen Spitznamen trägt er bis heute. Lutz trat 2008 in den Playoffs für die Buchbinder Legionäre an und wurde mit ihnen Deutscher Baseballmeister.

### 2008–2013: Minor-League-Karriere bei den Cincinnati Reds
2007 wurde der damals 19-jährige Lutz von den Cincinnati Reds verpflichtet, für die er bis 2013 in der Minor League Baseball spielte, bis er im April 2013 den Sprung in den Profikader schaffte.

### 2010–2011: Canberra Cavalry
In der Saison 2010/2011 war Donald Lutz für die Canberra Cavalry in der Australian Baseball League aktiv.

### 2013–2014: Major-League-Karriere bei den Cincinnati Reds
Am 29. April gab Lutz sein Debüt für die Reds, am 1. Mai 2013 startete er erstmals in einem Spiel. Am 12. Mai, im Spiel der Reds gegen die Milwaukee Brewers, schlug Lutz seinen ersten Home Run in der MLB. Am 23. Mai 2014 wurde Lutz wieder ins Team der Cincinnati Reds berufen, um den verletzten Joey Votto zu ersetzen. Dort kam er auf insgesamt 7 weitere Einsätze in der MLB. Nach der Genesung von Votto spielte Lutz im Triple-A-Team der Reds. Mitte Juli wurde Lutz, aufgrund andauernder Verletzungen bei den Reds, zum zweiten Mal im Jahr 2014 in die MLB berufen und war bei seinem ersten Spiel gegen die Pittsburgh Pirates als Pinch Hitter erfolgreich.
Er wurde der erste Deutsche, der nach einer Entwicklung in den Minor Leagues in der regulären Saison im Major League Baseball spielte und ein Spiel startete, nachdem zuvor Kai Gronauer 2010 in der Saisonvorbereitung, dem Spring Training, ein Spiel absolviert hatte. Ob Lutz der erste Deutsche überhaupt war, wie diverse Medien meldeten, ist eine Frage der Definition, da der zu Zeiten des Königreichs Preußen geborene deutsche Einwanderer George Heubel 1876 ein Spiel für die New York Mutuals der National League bestritt, die bis heute Teil des Major League Baseball ist.

### 2015–2019: Brisbane Bandits
Nach der Auslösung seines Vertrages durch die Cincinnati Reds spielte Lutz in den Saisons 2015/16, 2016/17 und 2017/18 für die Brisbane Bandits in der Australian Baseball League. Dort stellte er in seiner dritten Saison gemeinsam mit TJ Bennett den Saisonrekord mit 16 Home Runs auf. Trotz der vorhergehenden Ankündigung seines Karriereendes ließ er sich auch für die Saison 2018/19 noch einmal bei den Bandits verpflichten.

### 2017: Bravos de León, Kansas City T-Bones
Vom 30. März bis 12. April 2017 spielte Lutz bei den Bravos de León in der Liga Mexicana de Béisbol. Vom 4. bis 17. Mai 2017 war er für die Kansas City T-Bones in der American Association of Independent Professional Baseball aktiv.

### 2018–heute: Hitting Coach bei den Arizona League Reds
Im Januar 2018 wurde Donald Lutz von den Arizona League Reds als Hitting Coach verpflichtet.

### Nationalspieler für Deutschland
Lutz ist Mitglied der deutschen Baseballnationalmannschaft. Sein Bruder Sascha Lutz ist ebenfalls deutscher Baseballnationalspieler. Im Jahr 2012 spielte er beim World Baseball Classic Qualifier in Regensburg für die deutsche Nationalmannschaft.